# Paris Bordone

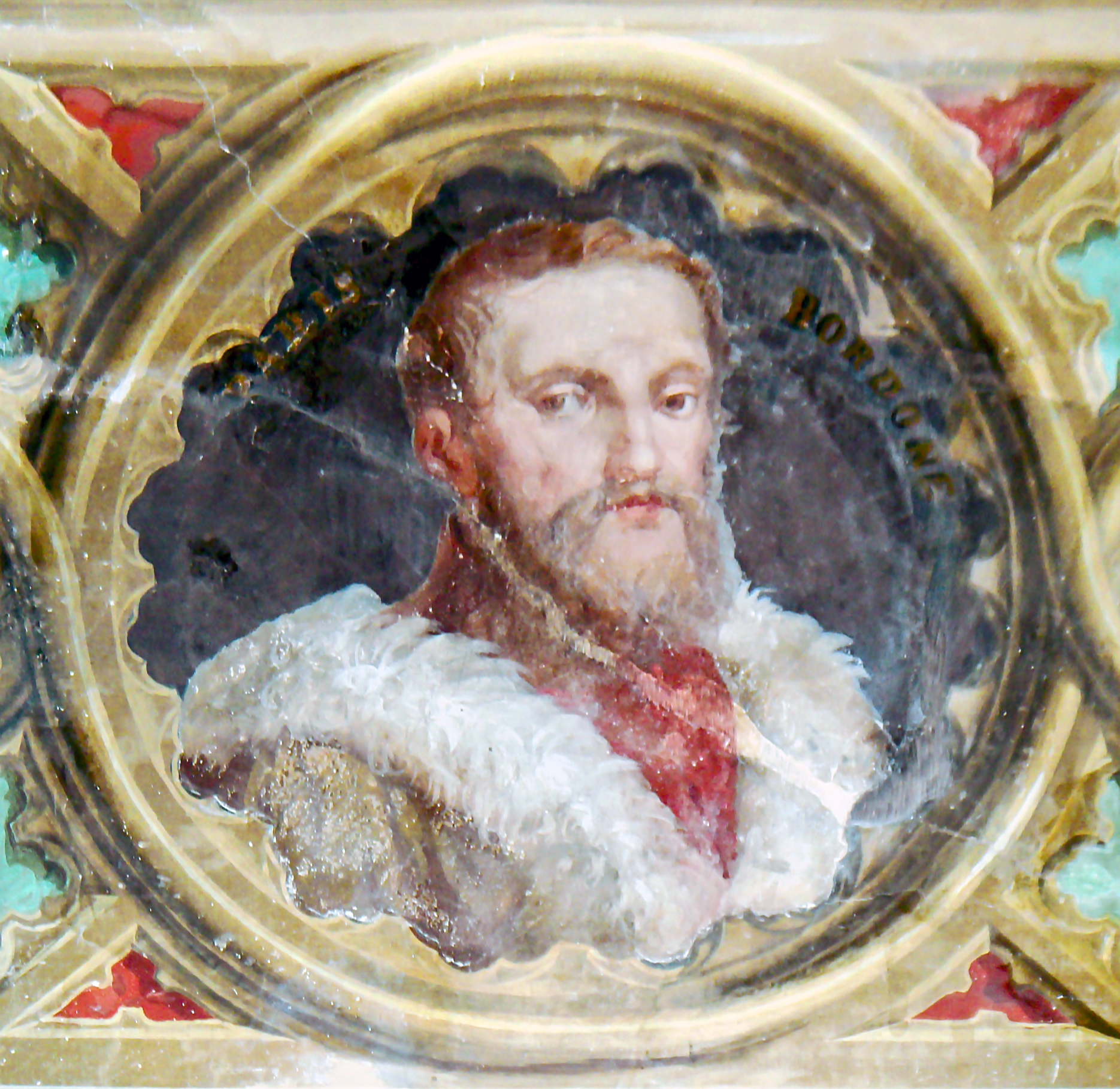
Portret van Paris Bordone (Villa Torlonia)

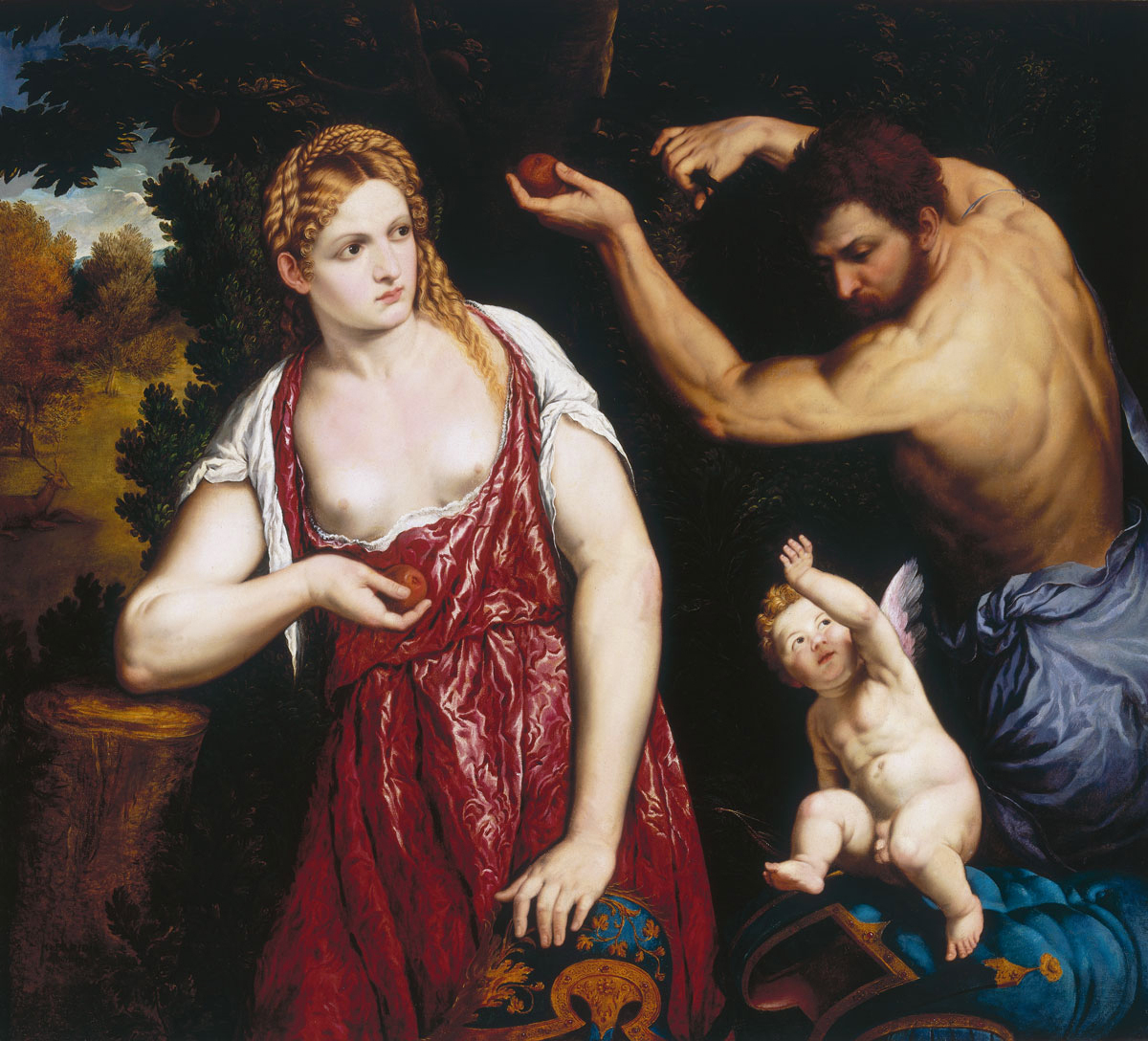
Venus en Mars met Cupido door Paris Bordone, geschilderd tussen 1559 en 1560.

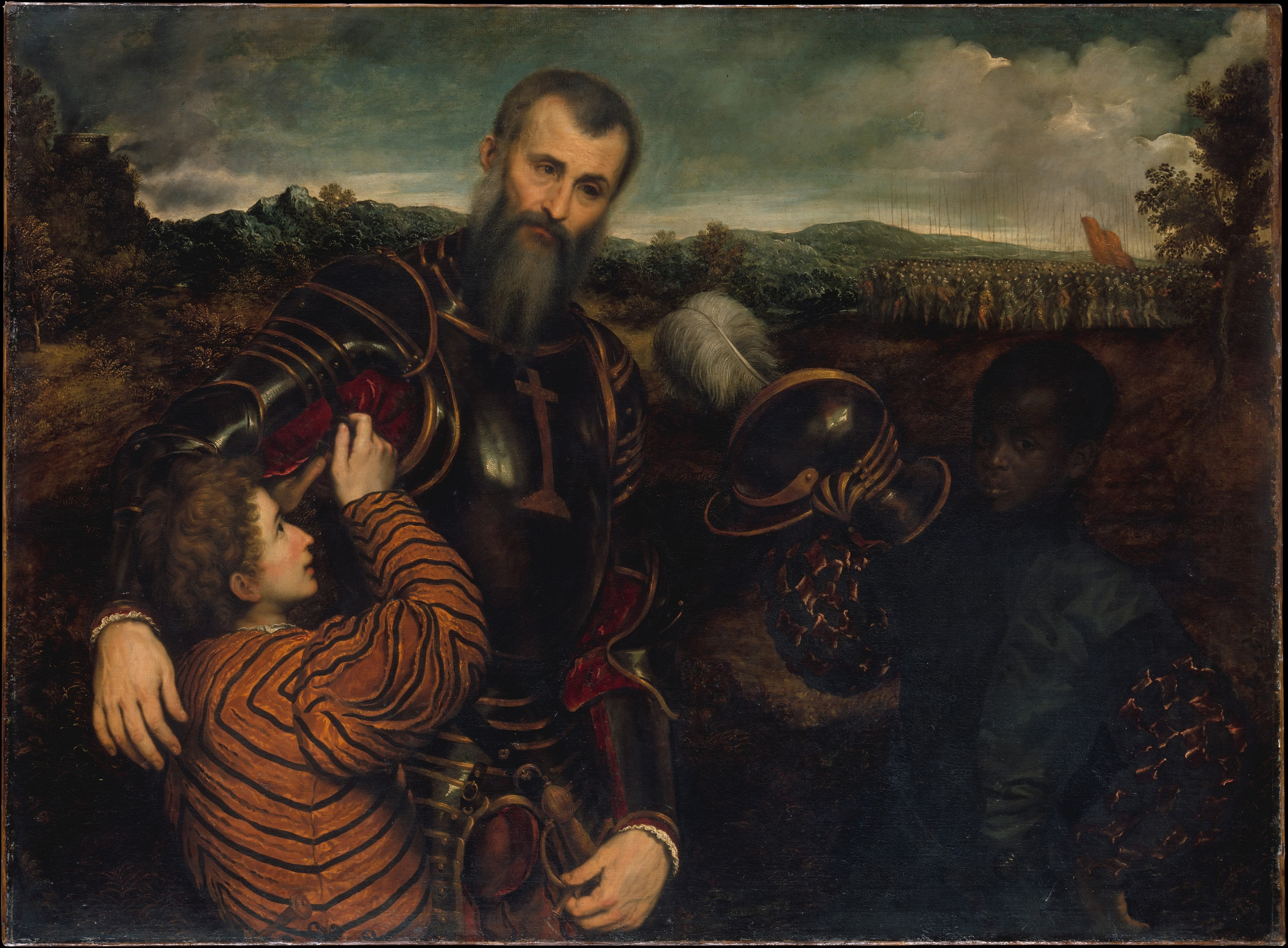
Ritratto di un uomo in armatura con due paggi

Paris Bordone (Treviso, ca. 1500 - Venetië, 19 januari 1571) was een Italiaans schilder van de Venetiaanse School in de periode van de Italiaanse renaissance.
Paris Bordone was een leerling van Titiaan en van Giorgio Vasari. Vasari onderwees hem in Venetië in grammatica en muziek. Titiaan verliet hij na een tijd door een ruzie die nooit werd bijgelegd. Mogelijk kreeg hij daardoor in Italië weinig staatsopdrachten. In 1538 ontbood Frans I hem naar Frankrijk, waar hij de koning en de voornaamste heren en dames van het hof schilderde. Overladen met lof ging hij terug naar Venetië, waar hij op 19 januari 1571 overleed.
Bij zijn terugkeer uit Frankrijk bleef hij een tijd in Augsburg, waar hij in 1540 als portretschilder voor de Fuggers werkte. Hij was ook actief in Treviso, Vicenza, Crema, Genua en Turijn. Van zijn talrijke portretten, hoofdzakelijk van vrouwen, gaat een betoverende aantrekkingskracht uit door het prachtige coloriet waar hij gebruik van maakt. Hij schilderde ook grootse, helder en krachtig opgezette taferelen uit de geschiedenis. Zijn geïdealiseerde vrouwelijke figuren zien er elegant en verfijnd uit. Daarnaast schilderde hij eveneens allegorieën en mythologische taferelen.

## Werkzaamheid per periode
- Venetië 1508 - 1571
- Vicenza 1521
- Venetië 1523 - 1535 (van 1530 tot 1532 als meester in het Venetiaanse schildersgilde geregistreerd.[1]
- Belluno 1530 - 1540
- Fontainebleau 1538 - 1559[1]
- Treviso ca. 1550 - 1560
- Crema
- Milaan ca. 1558

- Auckland Art Gallery Toi o Tāmaki: 1819
- Biblioteca Nacional de España: XX947443
- Bibliothèque nationale de France: cb14970151w (data)
- CiNii: DA06178956
- Gemeinsame Normdatei: 119374862
- International Standard Name Identifier: 0000 0000 8343 3901
- KulturNav: a4a3759c-8c6b-4096-8756-f89d0f1792e7
- Library of Congress Control Number: n86081102
- National Gallery of Victoria: 4996
- Nationale Bibliotheek van Tsjechië: ola2002153913
- Nationale Bibliotheek van Israël: 987007507945005171
- Nationale Bibliotheek van Polen: a0000003594387
- Nederlandse Thesaurus van Auteursnamen: 070334412
- Réseau des bibliothèques de Suisse occidentale: 02-A010055656
- RKD-Nederlands Instituut voor Kunstgeschiedenis: 10722
- Istituto Centrale per il Catalogo Unico: NAPV049540
- LIBRIS: 180011
- Système universitaire de documentation: 032304722
- Union List of Artist Names: 500018343
- Virtual International Authority File: 47034626
- WorldCat: E39PBJgxwbh7kpBMw9gHJT78md